# Apothekennotdienst
Der Apothekennotdienst regelt eine wechselweise Dienstbereitschaft von Apotheken außerhalb der regulären Öffnungszeiten. Dadurch ist auch zu diesen Zeiten die Versorgung der Bevölkerung mit Arzneimitteln durch die Apotheken sichergestellt, ohne dass alle Apotheken rund um die Uhr offen gehalten werden müssen.

## Situation in Deutschland

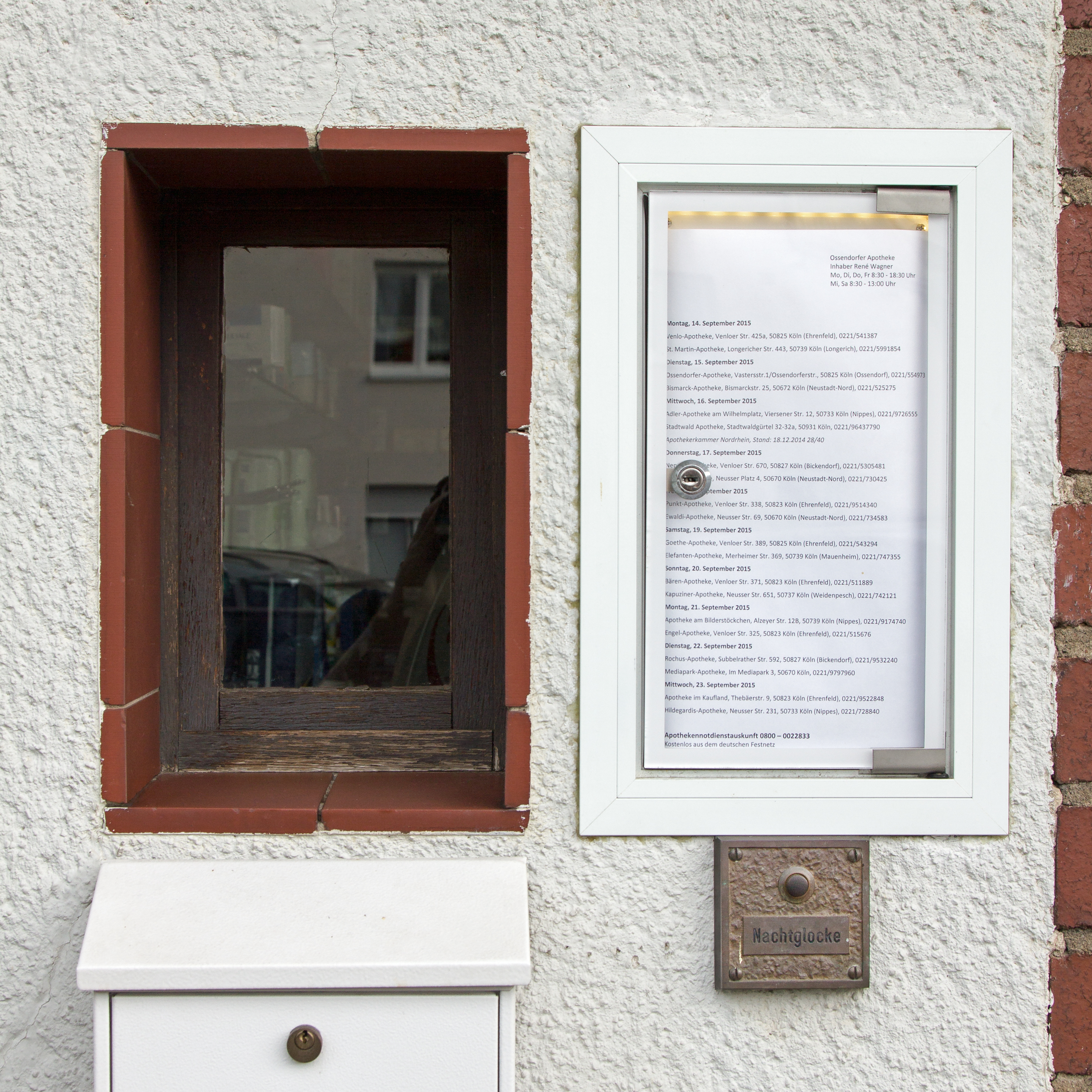
Notdienstfenster an einer Apotheke mit Nachtglocke und Aushang der diensthabenden Apotheken

Rechtliche Basis für die Offenhaltung der Apotheken bilden das Apothekengesetz, das Ladenschlussgesetz und die Apothekenbetriebsordnung. In bestimmten Gemeinden oder Gebieten muss ein Teil der Apotheken in einem rotierenden Turnus zu festgelegten Zeiten – etwa während der allgemeinen Ladenschlusszeiten und Samstagnachmittags – abwechselnd geschlossen sein. In diesen Zeiten sind sie von der Dienstbereitschaft befreit. In Gebieten mit wenigen Apotheken gibt es Apotheken mit ständiger Dienstbereitschaft (z. B. auf den Nordseeinseln). Die Dienstbereitschaftsregelung regelt die zuständige Apothekerkammer der jeweiligen Bundesländer.
Jede Apotheke muss während der Schließzeiten in einem Aushang auf die nächstgelegene notdiensthabende Apotheke hinweisen. Die Aufstellung der diensthabenden Apotheken bezeichnet man auch als Notdienstkalender. Diese werden in den Tageszeitungen sowie auf den Webseiten der Städte bzw. Landkreise und spezieller Suchdienste veröffentlicht.
Während des Notdienstes dürfen von Apotheken nur Arznei-, Krankenpflege-, Desinfektions-, Säuglingspflege- und Säuglingsnährmittel und hygienische Artikel abgegeben werden. Da die Abgabe von Arzneimitteln im Notdienst eine pharmazeutische Tätigkeit darstellt, muss grundsätzlich ein Apotheker anwesend sein, in Vertretung kann diese Aufgabe ausnahmsweise durch einen Apothekerassistenten oder einen Pharmazieingenieur wahrgenommen werden. Für Apotheken auf dem Land ist der Notdienst aufgrund der geringen Inanspruchnahme in der Regel defizitär und wird meist im Turnus von 5 bis 10 Tagen durch den Apothekenleiter selbst gewährleistet.
Gemäß der Arzneimittelpreisverordnung können Apotheken bei der Inanspruchnahme des Notdienstes in der Zeit von 20 bis 6 Uhr, an Sonn- und Feiertagen ganztägig sowie am 24. Dezember bis 6 Uhr und nach 14 Uhr (falls der 24. Dezember auf einen Werktag fällt) einen zusätzlichen Betrag von 2,50 Euro („Notdienstgebühr“, „Notdienstzuschlag“, „Nachttaxe“) erheben. Die Notdienstgebühr wird nur einmal pro Inanspruchnahme erhoben, unabhängig von der Anzahl der vorgelegten Rezepte oder der erworbenen Arzneimittel. Die Krankenkassen übernehmen die Notdienstgebühr, wenn der Arzt die Eilbedürftigkeit auf dem Rezept vermerkt hat („noctu“) und das Rezept unverzüglich in der Apotheke eingelöst wird. 
Eine nicht zum Notdienst verpflichtete Apotheke darf keine Notdienstgebühr berechnen, auch wenn ihre regulären Öffnungszeiten über die üblichen Ladenöffnungszeiten hinausgehen.
Während des Notdienstes kann der Apotheker in der Regel nur auf das vorhandene Warenlager zurückgreifen und muss daher unter Umständen improvisieren, also etwa ein fehlendes Fertigarzneimittel durch eine Rezeptur ersetzen. Auch pharmazeutische Großhändler haben jedoch zum Teil Möglichkeiten eingerichtet, um Notdienst-Apotheken in besonders dringenden Fällen außerhalb der regulären Touren beliefern zu können.
Mancherorts ist während des Notdienstes der normale Verkaufsraum der Apotheke geöffnet. Andere Apotheken bedienen die Kunden aus Sicherheitsgründen insbesondere nachts durch ein Notdienstfenster, zu dem das Apothekenpersonal mittels einer Klingel gerufen wird.

## Situation in Österreich
Die Situation ist ähnlich wie in Deutschland. Von den 1362 Apotheken haben außerhalb der Öffnungszeiten jeweils rund 265 Dienstbereitschaft (Daten vom Dezember 2017). Die Notdienstgebühr fällt pro Inanspruchnahme des Dienstes an (nicht pro Packung) und beträgt pro Inanspruchnahme in der Nacht (20 Uhr bis 8 Uhr in der Früh) 3,80 Euro und an Sonn- und Feiertagen untertags 1,30 Euro. Am Samstagnachmittag (werktags) fällt keine Notdienstgebühr an. Während des Notdienstes muss ein/-e Apotheker/-in anwesend sein und kann nicht durch anderes pharmazeutisches Personal vertreten werden.
Die Liste aktuell geöffneter Notdienstapotheken ist im Teletext des ORF sowie im Internet auf der Homepage der Österreichischen Apothekerkammer und als konkurrierende Angebote des Compass Verlag und BAWS Websolutions zu finden. Telefonische Auskünfte außerhalb der regulären Öffnungszeiten sind unter 1450 einholbar.

## Situation in Vereinigten Staaten
In den Vereinigten Staaten sind nicht verschreibungspflichtige Medikamente in Supermärkten, Drugstores, Convenience Stores und Tankstellen erhältlich, die meist rund um die Uhr geöffnet sind. Lediglich für verschreibungspflichtige Medikamente müssen Patienten eine Apotheke aufsuchen; diese sind in den USA üblicherweise aber auch täglich und bis in den Abend geöffnet.

## Situation in Polen
In Polen bieten Apotheken – ähnlich wie in Deutschland und Österreich – nach einem jeweils regional von Apothekerkammern festgelegten Plan flächendeckend einen Bereitschaftsdienst außerhalb der üblichen Tagesöffnungszeiten an (jedoch nicht zwingend rund um die Uhr). Diese werden dann jeweils als „diensthabende Apotheken“ (apteki dyżurne) bezeichnet. Daneben gibt es „Ganztagsapotheken“ (apteki całodobowe), die immer rund um die Uhr geöffnet sind, in allen größeren Städten, in Großstädten auch mehrere.